# 佛羅倫斯畫派
佛羅倫斯畫派（Florentine School）是指14世紀佛羅倫斯發展的自然主義風格、受其影響的藝術家，主要是透過喬托·迪·邦多內的努力，是15世紀西方繪畫的領先流派。早期佛羅倫斯畫派的一些最著名的畫家是弗拉·安傑利科、波提切利、菲利普·利皮、基蘭達奧家族、馬索利諾和馬薩喬。
佛羅倫斯是文藝復興盛期的發源地，但是到了16世紀初，包括米開朗基羅和拉斐爾在內的重要藝術家都被吸引到羅馬，那裡是當時最大的委託創作地。在某種程度上追隨美第奇家族的腳步，其中一些成為了紅衣主教，甚至成為了教宗。類似的過程影響了後來的佛羅倫斯藝術家。到了巴洛克時期，在佛羅倫斯工作的許多畫家很少成為重要人物。

## 佛羅倫斯聖若翰洗者洗禮堂

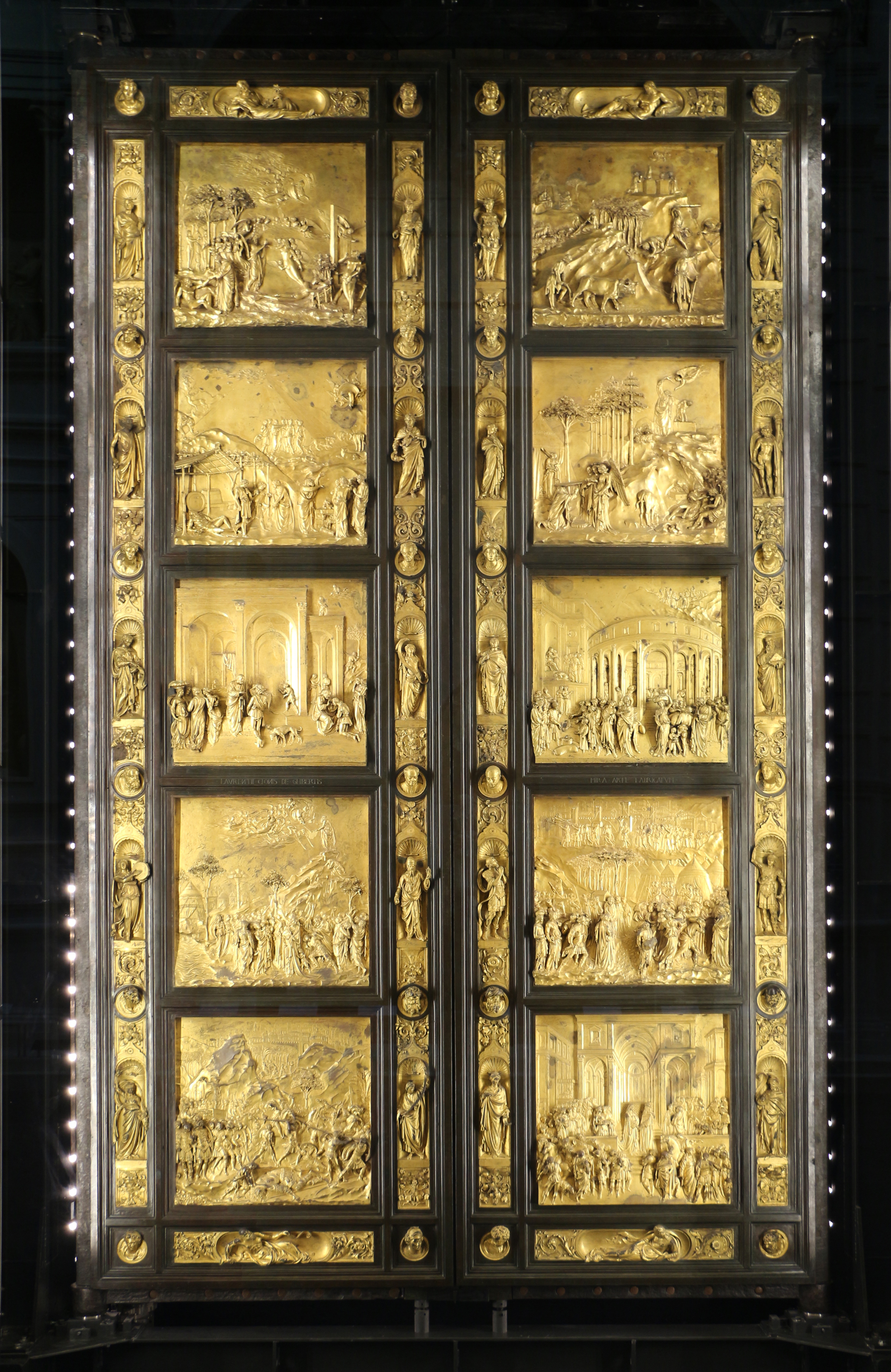
佛羅倫斯聖若翰洗者洗禮堂的天堂之門

佛羅倫斯是義大利文藝復興時期繪畫最重要的中心。佛羅倫斯最早的真正文藝復興時期的作品可以追溯到1401 年，即義大利語中稱為「Quattrocento」的世紀元年，是早期文藝復興的代名詞。當年舉行了一場比賽，尋找藝術家為佛罗伦萨圣若翰洗者洗礼堂（該市現存最古老的教堂）製作一對青銅門。洗禮堂是一座羅馬式風格的大型八角形建築。其圓頂內部裝飾有巨大的基督馬賽克雕像，據信是由科波·迪·馬可瓦爾多（Coppo di Marcovaldo）設計的。它有三個大門，中央的大門當時由安德里亞·皮薩諾（Andrea Pisano）八十年前創建的一組門填滿。
皮薩諾的門被分成28個四葉形隔間，裡面裝有施洗者約翰生平的敘述場景。參賽者有七位年輕藝術家，每人要設計一塊形狀和大小相似的青銅板，代表以撒的犧牲。其中兩幅作品倖存下來，一幅是洛倫佐·吉貝爾蒂的作品，另一幅是布魯內萊斯基的作品。每個面板都展示了一些強烈的古典主題，顯示當時藝術和哲學的發展方向。吉貝爾蒂利用艾薩克的裸體形象創作了一座古典風格的小型雕塑。他跪在一座裝飾有老鼠捲軸的墳墓上，這些捲軸也是古羅馬藝術的參考。在布魯內萊斯基的面板中，場景中包含的一個附加人物讓人想起一個著名的羅馬青銅雕像，一個男孩從腳上拔出一根刺。布魯內萊斯基的創作因其動態強度而具有挑戰性。它不像吉貝爾蒂那樣優雅，更多的是關於人類戲劇性暗示即將發生的悲劇。
吉貝爾蒂贏得這場比賽。他的第一套洗禮堂門花了27年才完成，之後他被委託製作另一套。吉貝爾蒂在門上工作了 50年，為佛羅倫斯的許多藝術家提供了訓練場。由於主題具有敘事性，不僅運用了比喻構圖的技巧，而且還運用了新興的線性透視技巧，這些門對佛羅倫斯繪畫藝術的發展產生了巨大的影響。米開朗基羅稱它為「天堂之門」。

## 布蘭卡契小堂
1426年，兩位藝術家開始在佛羅倫斯加爾默羅教堂的布蘭卡契小堂繪製一幅《聖彼得生平》壁畫。他們都被稱為托馬索，綽號為馬薩喬和馬索利諾。
馬薩喬比任何其他藝術家都更認識到喬托作品中的含義。他發揚了源自於大自然的繪畫實踐。他的畫作展示了對解剖學、透視、線性透視、光線和窗簾研究的理解。在他的作品中，畫在教堂拱門側面的亞當和夏娃被逐出伊甸園的形象，以其對人類形態和人類情感的寫實描繪而聞名。它們與馬索里諾畫的亞當和夏娃接受禁果的相反面的溫柔美麗的人物形成鮮明對比。當馬薩喬26歲時去世時，布蘭卡契小堂的畫尚未完成。馬薩喬的作品成為許多後來畫家的靈感源泉，包括達文西和米開朗基羅。

## 文獻
- "Florence Art life and organization", The Oxford Companion to Western Art. Ed. Hugh Brigstocke. Oxford University Press, 2001. ISBN 0-19-866203-3.
- Pope-Hennessy, John; Kanter, Laurence B. . New York, Princeton: The Metropolitan Museum of Art in association with Princeton University Press. 1987  [2024-06-09]. ISBN 0870994794. （原始内容存档于2018-10-07）. (see index)